# エデン2185
『エデン2185』は、竹宮惠子による日本の漫画作品，およびそれを軸とする連作群。『プチフラワー』（小学館）1984年11月号から1985年5月号にかけて掲載された。全5話。
作者の別作品、『私を月まで連れてって!』のスピンオフとも言うべき作品で、シリーズの『E=MC2』に登場するシド・ヨーハンを主人公とするシリーズとして発展させたものである。先に第2作の『殺意の底』が完成したが、説明を補うために第1作が生まれ、さらにシリーズとして成長していった。

## ストーリー
2085年、地球によく似た環境の惑星、「エデン2185」への移住を目指して打ち上げられ、100年間の宇宙航行に入った同名の移民船、「エデン2185」。その中では地球と同じ環境が保たれ、人は普通に生活し、年をとり、やがて老いてゆく。シド・ヨーハンは同船の次世代パイロットとして、エデンの航海に臨み、さまざまな経験を経てゆく。

## 登場人物
シド・ヨーハン
『エデン』シリーズ全体の主人公。シリーズ第1作の時点では20歳・少尉（『エデン2185』）→23歳・中尉（『殺意の底』）→大尉→少佐（『エデンの国境』）。
宇宙局育ちの孤児であるため、地球に親族を持たないことで、「エデン」のクルーに選ばれた。2089年、エミリオ・ブローラーの事件を単独で解決し、「エデン」船内における自殺の流行と計画の中止の風潮を阻止し、その功績で大尉になる。2099年、少佐に昇進し、操縦士と一般市民とのトラブルが頻発するため、両者を区別する「フライング・マン」の呼称を提唱し、その2年後、フライング・マンの冬眠権を主張し、「エデン」船内における事実上の国境を設置する。その後、フライング・マンの総帥に就任。リィトムに宇宙の光景を見せ、彼にフライング・マンへの道を指し示し、リィとセラピーの結婚の立会人の一人になる。
トゥルー
シドの相談相手である、彼の想像の中で作り上げた存在の少女。シドの良心を象徴しており、ゴドリーとは別の意味で、シドの心の支えとなっている。
ゴドリー
シドの養父母（フォスター）であるコンピュータ。彼が10歳のときからペアを組まされ、船の安定航行のためのシドのカウンセリング役をつとめている。のちにリィトムの養父母になる。
ハロルド・ベイ
シドの同僚で、最優秀の成績で「エデン」の任務についた。野心家で、スペースマンとして名を残すことに拘泥しており、惑星「エデン」に到達したころには、自分はこの世に存在していないことに焦燥感を抱いている。
アンジェリク
シドの女友達。エデンで最初の子供を産む許可を得て、シングルマザーになる。『殺意の底』の事件以降はシドと距離を置くようになる。
エミリオ・ブローラー
「エデン」の准士官。35歳。指揮する一小隊とともにメインデッキへ進入し、司令区を占拠し、地球への帰還を要求するも、シドによって射殺された。
シドが立ち寄ったバーの親父
エミリオ・ブローラー事件で精神虚脱状態に陥ったシドに、コイントスに勝ったらハシシ酒（禁制品）を奢るといって、わざと負けて見せ、ギムレットを出す。彼の行動を理解していたようで、60年後、既に世を去り、後継者の代になっても若き日のシドの写真が飾られていた。
“リィ”リィトム・トワイディング
シリーズ後半の第2主人公。フライング・マンのように空を飛ぶことに憧れており、ゴム動力のおもちゃの飛行機を飛ばしていたことがきっかけで、老年になったシドに出会う。シドより、「オーバーシー・ルーム」（「海の彼方の部屋」。エデン2185のブリッジ）からの宇宙を見せて貰い、フライング・マンになることを決意する。その後、生粋のフライング・マンである試験管ベビーから生長した操縦士たちのいじめの対象となるが、セラピーとの出会いにより、その溝が埋まり、次第に仲間に理解されてゆく。最終回でセラピーと生まれたばかりの息子を残し殉職。
クウィン
試験管ベビーとして育ったフライング・マンの若者たちのリーダー。初めは率先してリィトムへのリンチを行っていた。しかし、リィからセラピーのハンカチを奪ったことがきっかけで、次第にリィに心を開くようになり、シドとともにリィとセラピーの結婚の立ち会い人になる。
“セラピー”セラフィン・マナール
「エデン」の一般人居住区に住む看護婦の少女。16歳。帰省中のリィトムを看護したことがきっかけで、彼と出会う。その後、リィと交際し、フライング・マンの居住区によるようにもなるが、協定違反として市民の間で問題になり、駆け落ち同然でリィと結婚、一児の母となる。

## 設定
- 宇宙船「エデン2185」は同名の惑星に辿りつくまで100年間、移民を乗せて航行を続ける。移民が移住先の惑星の環境に人間本来の姿で自然に適合させるため、船内では人は地球上と同じ環境状態で生活し、子孫を残し、老いて死んでゆく。
- シドたち予備航行士たちは、計画を達成させるための船の安定航行の消耗品である。そのため、カウンセリング役としてのコンピュータの「脳」が各人に与えられている。
- 一般人居住区と、航行士たちの住む無重力区域の境は鏡と映像でカモフラージュされている。のちにこの境がフライング・マンと一般人との「エデンの国境」になり、葉をつけない木立ちと長い壁とが設置された。

## 作品
1. エデン2185（プチフラワー1984年11月号）
2. 殺意の底（プチフラワー1985年1月号）
3. エデンの国境（プチフラワー1985年3月号）
4. ふる星のごとく（プチフラワー1985年4月号）
5. 宇宙（うみ）に永遠（プチフラワー1985年5月号）

## 単行本
- 『エデン2185』PFビッグコミックス（小学館）1985年7月20日発行
- 『竹宮惠子全集7 エデン2185』（角川書店）1988年11月発行
- 『竹宮惠子SF短篇集3  殺意の底』中公文庫コミック版（中央公論社）1996年9月3日発行
  - 他収録作品：「E=MC2」・「雪国」[2]・「ハートあげます」・「ヒップに乾杯!」